# Devean George
Devean Jamar George (* 29. August 1977 in Minneapolis) ist ein ehemaliger US-amerikanischer Basketballspieler. Er wurde mit den Los Angeles Lakers dreimal NBA-Meister.

## Werdegang
Er besuchte die Benilde-St. Margaret’s-Highschool in St. Louis Park im Bundesstaat Minnesota. Während seiner Zeit am Augsburg College im selben Bundesstaat erfuhr er einen Wachstumsschub. Er wurde zweimal (1997/98 und 1998/99) als bester Spieler der Minnesota Intercollegiate Athletic Conference (MIAC) ausgezeichnet. George erzielte für Augsburg im Durchschnitt 23,5 Punkte sowie 9 Rebounds je Begegnung.
1999 wurde er als erster Spieler einer Hochschule aus der dritten NCAA-Division in der ersten Runde des NBA-Draftverfahrens ausgewählt. Bei den Los Angeles Lakers wurde George dank seiner Stärken in der Verteidigung und beim Drei-Punkte-Wurf ein wichtiger Spieler und gewann an der Seite von Kobe Bryant und Shaquille O’Neal mit den Kaliforniern dreimal die NBA-Meisterschaft (2000–2002).
Im Jahre 2006 wurde er vereinslos und wechselte zu den Dallas Mavericks. Im Juli 2009 wurde er zusammen mit Antoine Wright im Tausch für Shawn Marion an die Toronto Raptors abgegeben und von diesen noch im selben Monat an die Golden State Warriors weitergereicht. Im Gegenzug wechselte Marco Belinelli nach Toronto. Bei den Kaliforniern spielte George bis zum Ende der Saison und beendete danach seine NBA-Karriere. Er bestritt in der nordamerikanischen Liga insgesamt 716 Spiele.
Anschließend wurde George beruflich als Immobilienmakler tätig.

## Titelgewinne und Auszeichnungen

### Titelgewinne
- NBA-Meisterschaft (3×): 2000, 2001, 2002

### Individuelle Auszeichnungen
- Second Team Division III All American (ausgewählt durch die NABC): 1999
- Spieler des Jahres der Minnesota Intercollegiate Athletic Conference (MIAC) (2×): 1998, 1999
- All MIAC (3×): 1997-1999
- Mannschaft des Jahrzehnts in der dritten NCAA-Division (ausgewählt von D3hoops.com)[6]

## NBA-Statistiken

### NBA

#### Hauptrunde
| Saison  | Team               | GP  | GS  | MPG  | FG % | 3P % | FT % | RPG | APG | SPG | BPG | PPG |
| ------- | ------------------ | --- | --- | ---- | ---- | ---- | ---- | --- | --- | --- | --- | --- |
| 1999–00 | Los Angeles Lakers | 49  | 1   | 7.0  | .389 | .340 | .659 | 1.5 | 0.2 | 0.2 | 0.1 | 3.2 |
| 2000–01 | Los Angeles Lakers | 59  | 1   | 10.1 | .309 | .221 | .709 | 1.9 | 0.3 | 0.2 | 0.2 | 3.1 |
| 2001–02 | Los Angeles Lakers | 82  | 1   | 21.5 | .411 | .371 | .675 | 3.7 | 1.4 | 0.9 | 0.5 | 7.1 |
| 2002–03 | Los Angeles Lakers | 71  | 7   | 22.7 | .390 | .371 | .790 | 4.0 | 1.3 | 0.8 | 0.5 | 6.9 |
| 2003–04 | Los Angeles Lakers | 82  | 48  | 23.8 | .408 | .349 | .760 | 4.0 | 1.4 | 1.0 | 0.5 | 7.4 |
| 2004–05 | Los Angeles Lakers | 15  | 3   | 20.4 | .356 | .362 | .750 | 3.5 | 0.9 | 0.5 | 0.1 | 7.3 |
| 2005–06 | Los Angeles Lakers | 71  | 5   | 21.7 | .400 | .313 | .674 | 3.9 | 1.0 | 0.9 | 0.5 | 6.3 |
| 2006–07 | Dallas             | 60  | 17  | 21.4 | .395 | .353 | .750 | 3.6 | 0.6 | 0.8 | 0.4 | 6.4 |
| 2007–08 | Dallas             | 53  | 4   | 15.5 | .357 | .324 | .706 | 2.6 | 0.7 | 0.4 | 0.2 | 3.7 |
| 2008–09 | Dallas             | 43  | 17  | 16.5 | .380 | .289 | .773 | 1.8 | 0.3 | 0.5 | 0.3 | 3.4 |
| 2009–10 | Golden State       | 45  | 4   | 16.9 | .432 | .390 | .696 | 2.5 | 0.7 | 0.9 | 0.2 | 5.4 |
| Gesamt  | Gesamt             | 630 | 108 | 18.5 | .392 | .343 | .721 | 3.1 | 0.9 | 0.7 | 0.4 | 5.6 |

### Playoffs
| Saison  | Team               | GP | GS | MPG  | FG % | 3P % | FT % | RPG | APG | SPG | BPG | PPG |
| ------- | ------------------ | -- | -- | ---- | ---- | ---- | ---- | --- | --- | --- | --- | --- |
| 1999–00 | Los Angeles Lakers | 9  | 0  | 5.0  | .368 | .200 | .545 | 1.1 | 0.2 | 0.1 | 0.0 | 2.4 |
| 2000–01 | Los Angeles Lakers | 7  | 0  | 3.9  | .500 | .500 | .500 | 0.7 | 0.1 | 0.0 | 0.0 | 2.0 |
| 2001–02 | Los Angeles Lakers | 19 | 0  | 17.2 | .365 | .229 | .733 | 3.6 | 0.6 | 0.6 | 0.5 | 5.0 |
| 2002–03 | Los Angeles Lakers | 11 | 7  | 28.9 | .449 | .333 | .889 | 4.5 | 2.2 | 1.0 | 0.4 | 8.0 |
| 2003–04 | Los Angeles Lakers | 22 | 19 | 21.4 | .430 | .373 | .650 | 2.3 | 0.5 | 1.0 | 0.4 | 5.5 |
| 2005–06 | Los Angeles Lakers | 7  | 0  | 17.3 | .382 | .429 | .400 | 2.3 | 0.6 | 0.6 | 0.1 | 5.3 |
| 2007–08 | Dallas             | 6  | 1  | 18.2 | .200 | .250 | .800 | 3.0 | 0.7 | 1.0 | 0.3 | 3.5 |
| 2008–09 | Dallas             | 5  | 0  | 12.4 | .393 | .333 | .600 | 3.0 | 0.0 | 0.4 | 0.4 | 5.8 |
| Gesamt  | Gesamt             | 86 | 27 | 17.2 | .395 | .326 | .675 | 2.7 | 0.7 | 0.7 | 0.3 | 5.0 |